# Vedra

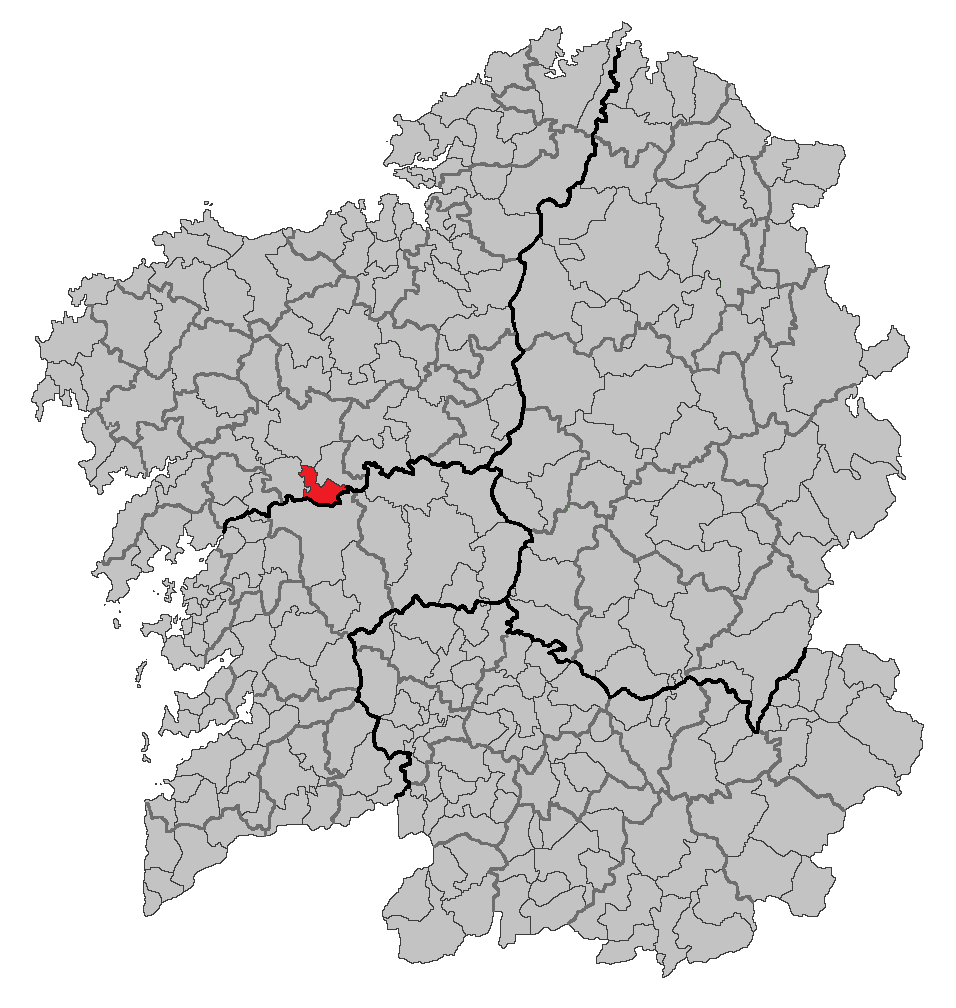
Vị trí của Vedra in Galicia.

là một đô thị của Tây Ban Nha ở tỉnh A Coruña trong cộng đồng tự trị của Galicia. Dân số 5031 (Spanish 2001 Census) và diện tích là 53 km².